# Bulbophyllum dagamense
Bulbophyllum dagamense är en orkidéart som beskrevs av Oakes Ames. Bulbophyllum dagamense ingår i släktet Bulbophyllum och familjen orkidéer. Inga underarter finns listade i Catalogue of Life.